# Tímido y salvaje
Tímido y salvaje (título original: Desperate Moves) es una película ítalo-estadounidense de comedia y drama de 1980, dirigida por Ovidio G. Assonitis, escrita por Alan Berger, Roberto Gandus y Kathy Gori, musicalizada por Stelvio Cipriani, en la fotografía estuvo Roberto D’Ettorre Piazzoli y los protagonistas son Steve Tracy, Eddie Deezen y Christopher Lee, entre otros. El filme fue realizado por Chesham y Swan American Film.

## Sinopsis
Trata sobre un joven ingenuo de un pueblo chico de Oregón que parte hacia la gran urbe, San Francisco, pretende alcanzar su sueño.